# 遠巷説百物語
『遠巷説百物語』（とおくのこうせつひゃくものがたり）は、角川書店から刊行されている京極夏彦の妖怪時代小説集。「巷説百物語シリーズ」の第6作目。2018年より角川書店が発行する妖怪マガジン『怪と幽』vol.001より作品の連載が開始され、2020年のvol.006まで連載されたものを収録している。『虚実妖怪百物語』の連載を挟んで『西巷説百物語』から11年ぶりに刊行された。第56回吉川英治文学賞受賞作。

## 概要
舞台を江戸末期の遠野へと移し、盛岡藩筆頭家老の密命で巷に流れる噂話を調べる宇夫方祥五郎を主人公に物語が展開する。各話とも4章構成で、世間話の骨子が磨かれて語り物の昔話が完成するという通常の流れとは逆に、「昔話を元の世間話に戻す」という仕組みが根底にあり、「譚」=昔話、「咄」=巷の噂、「噺」=事件の当事者の話、「話」=最後にそれを解体する仕掛けという構成になっている。
『遠野物語』『遠野物語拾遺』を再構成した『遠野物語remix』『遠野物語拾遺retold』を書いた時点では本作の着想はなかったが、本作の発想の源流の一つになっている。

## 主な登場人物
主要登場人物は巷説百物語シリーズを参照。
宇夫方 祥五郎（うぶかた しょうごろう）
本作の主人公である27歳の若侍。滅んだ阿曾沼氏の家臣の傍系、元禄の頃に『遠野古事記』『阿曾沼興廢記』を書き記した宇夫方平大夫広隆の傍流。
遠野義晋の近習として10年間仕え、義晋が筆頭家老になった際に城勤めを辞して事実上は無役の浪士であるが、御譚調掛（おんはなし しらべがかり）として遠野保の巷に流れるハナシを逐一聞き付け、真偽を見届け見定め、悉く報せるよう命じられており、非公式な義晋直属の密偵という立場にある。無役無給ながら暮らしに窮している様子もないことから、一部では家臣の働き振りを検分し鑑査していると噂されるが、義晋と通じていることは大久保と是川しか知らず、家中の者にも内密にされている。1年ばかり江戸で暮らしたことがある。
誠実で人柄は良く、乙蔵のような鼻抓み者にも対等に接し、曲がった世の中に沿うように己を曲げ、そうでない者にも目を向けた上で、出来るなら曲がった世の中を真っ直ぐにしようと踏ん張っている。腕っ節は弱いが、目端が利き智慧も回る。市の渾然一体とした臭気が嫌いで人混みが苦手。ただ、僻所を好む訳でもない。天涯孤独かつ、晩稲で色恋沙汰には縁がない。
仲蔵との出会いをきっかけに彼らの悪いことではない裏稼業を知り、正しさというものに悩むこととなる。身分は浪士だが鍋倉城主の紐付きという武士でも町人でもない半端な立場で、百姓や山の者とさえ対等に接するので、仲蔵には悪いとは言わないが危なっかしいと思われており、何処かで線引きしないと退っ引きならないことになると忠告されている。
『お耳役秘帳』の檜十三郎がモチーフの一つだが、自分で悪人を斬ってしまう十三郎とは対象的に腕っ節を弱く設定されている。
乙蔵（おとぞう）
祥五郎の幼馴染みで情報提供者。元を辿れば新田家の血筋だという土淵村の豪農の倅。歳は22、3だが、老け顔で10は老けて見える。既婚で子持ち。事に通じ、民譚から社寺の縁起、咒や謂い伝えまで何でも知っていて、武家の秘め事商家の醜聞、近隣近在の噂話から役に立たぬ些事まで耳に入れている。
人と同じことをするのが嫌いな臍曲がりだが、破落戸と言うには腕っ節は弱く度胸もない。あまり風呂に入らないので異臭がする。極め付けの自堕落だが、何故か女色と博打には食指を動かさない。
実入りを掠め盗る侍を嫌い、一切武士に阿ることをしないのが、商売に失敗する原因にもなっている。例外がただ一人の友の祥五郎で、憎まれ口を叩き忠告を無視はしても、その人柄を信頼している。
百姓の野良仕事を嫌って町場で新しい渡世を始めては、その度に一月も保たずに失敗して飲んだくれて不貞腐れてばかりいて、祥五郎に毎月噂や巷説を売って糊口を凌いでいる。自業自得とはいえ一族郎党全員から小莫迦にされて悪く言われ、「鬼熊」から「恙虫」の間で遂に勘当され家から追い出されてしまう。以降は建物を得て地に足を付けたいと思い、何処かの峠で甘酒屋を開業するという夢を抱き、商売の元手にするために埋蔵金を探し始める。

### 小悪党の一味
仲蔵（なかぞう）
二つ名：長耳の仲蔵（ながみみ の なかぞう）
異様に耳朶の長い異相の大男。表向きは持ち前の器用さで絵師、仏師、木匠、修繕など様々な物を拵える仕事を請け負いつつ、金を貰ってご定法や義理人情で如何ともし難い厄難を消し不幸の帳尻を合わせる裏稼業をしている小悪党。
24、5年前まで又市らと組んで江戸で仕事をしていたが、「旧鼠」の一件で失敗って江戸に居られなくなってからは田舎を転々とし、飛騨、津軽を経て前年から山口村壇塙（だんのはな）の裏手にある迷家（実際はどこぞの長者が抜け荷に使っていた隠し屋敷）に間借りする。図体の割に肝が細く、人死にを極端に嫌った又市の影響で、自分の仕掛けの中では人が死なないよう十分に配慮している。
鉄奬女の事件を調査する中で迷家に辿り着いた祥五郎に裏稼業のことを明かし、以降の事件でも彼と関わりを持つ。半端な立場の祥五郎のことを危なっかしいと思っており、嫁を貰うよう勧める。
柳次（りゅうじ）
二つ名：亡者踊りの柳次（もうじゃおどり の りゅうじ）
六道屋の名義で大名家などから献上品を買い上げる献残屋をしている40歳くらいの男で、何年かおきに盛岡藩まで廻ってくる。上方者だが江戸弁で話す。人死には好まないが、死人を生きているように見せる六道亡者踊りを得意とし、死人が出た場合はその時期を誤魔化すために一芝居打つ。元締めの一文字屋仁蔵が死んで上方に居づらくなって、「歯黒べったり」の半月ほど前から遠野保に留まり、仲蔵の仕掛けを手伝っている。
縫（ぬい）
二つ名：旗屋の縫（はたや の ぬい）
仲蔵の仲間の叉鬼。小柄だが引き締まった体付きの、40絡みの男。色は浅黒く眉も髭も濃い。里の者とは別の理で生きる山の者で、猟師と違って里には降りずに暮らしている。
日本一の鉄砲撃ちで、目も耳も鼻も信じられない程良く、1町先の豆粒でも撃ち飛ばすといい、月明かりさえ乏しい夜中に物陰に身を隠した人間と全く同時に銃声が聞こえるようにぴたりと合わせて鉄砲を撃ち、4丁の銃をほぼ同時に撃って命中させる。冬眠して穴に籠っている熊を2日で2頭見つけて獲ってくるなど、狩猟の腕も優れている。
「旗屋の縫」とは沢山の化け物を退治した大昔の猟師として民譚で語られる存在で、一番鉄砲の上手い叉鬼が代代名を継いでいる。世襲ではなく、当代の縫も自分が何代目かは知らない。阿曾沼氏に仕えて姓を賜り、後世に子孫を残して駒形神社に祀られる高橋縫之介もその一人。

### 遠野南部家
南部 弥六郎 義晋（なんぶ やろくろう よしひろ）
遠野南部家32世であり、盛岡藩筆頭家老、鍋倉館の城主。祥五郎の主君。27歳の才気溢れる威丈夫で、性格は豪放磊落。胸板は厚く貫禄は十分だが、上背はなく、身形を変え顔を隠せば大身であることは誤魔化し易い。20歳になっても酒を飲まなかったが、家老職に就いて以降に嗜み始め、今では鯨飲に近い。
天保9年に20歳の若さで家老職と鍋倉城主を継ぐ。盛岡藩の中にあって独自の裁量権を与えられた奥州一の交易の場である遠野を治める立場であるが、世襲で盛岡藩筆頭家老職に就いており、盛岡城常勤なので鍋倉城中には居ない。そこで、10の頃から側衆をしていた祥五郎に命じて城下の遠野保の噂話を調べさせて、民草の暮らしぶりを報らさせている。
義を重んじ仁を行う人物であり、領民の暮らしを案じ徳政を敷こうと考えている。領民にも大層出来た人物だと知られており、民草の信頼は厚い。ただし藩政にそれなりの影響力はあるが、若輩ゆえに決定権がある訳ではなく、藩主の無策悪手に頭を悩ませ胸を痛め、制度改革を進めて租税の徴収を増やしても贅沢放逸に金を使われるために財政難を解決できずにいる。
恙虫騒動に繋がる公金横領に関し、25年前より幕閣から総額10万両を借用したことを知り、12代利用公の内願に疑問を深める。
大久保 平十郎（おおくぼ へいじゅうろう）
鍋倉城の勘定吟味方改役。遠野南部家家老の分家筋で、用人として取り立てられ、3年余前から勘定方を勤める。遠野南部家中一の剣の達人であり、人情にも篤く、怪しい者を見過ごせない性質。どちらかと言うと算術は苦手。久兵衛は勘定方に推挙し役儀のいろはを教えてくれた恩人。
「歯黒べったり」で愛宕山で鉄奬女の化け物に出会し、何故か気が遠くなって倒れているうちに化け物が消えてしまい、逃げ帰った腰抜けと云う悪評を払拭するために退治に出向こうとする。
「恙虫」では疫病で家人に死者は出なかったが組屋敷ごと蟄居となり、外部から不法侵入した祥五郎と連絡を取りつつ恩人の娘である志津に気をかける。死人が出てからの異常な対応の速さに疑問を抱き、疫病ではない何かが起きていると考える。
是川 五郎左衛門（これかわ ごろうざえもん）
遠野奉行所の町奉行。公明正大な人格者で、民草の気持ちを汲むことに、常に心を砕いている。ここ数年の盛岡藩からの遠野への目にあまる仕打ちに頭を悩ませている。
「礒撫」では馬鹿らしい制度改革に困惑、これに端を発する一日市町半兵衛方米騒動の対処に追われる。そんな折、自らを訪ねてきた祥五郎に藁にも縋る思いで期待し、彼の話から半兵衛と児玉が私腹を肥やそうと不正を働いたのではと疑って、両名が遁げる前に捕縛しようと試みる。
「波山」では剣十郎ら同心に娘焼き捨て殺しの下手人を捕らえるよう命じる。「恙虫」では民が例年より盛大に祭を行いたいという願い出を諒解するが、疫病騒動で町役人への指示が遅れる。
高柳 剣十郎（たかやなぎ けんじゅうろう）
遠野の町廻役同心。27歳。是川の部下で祥五郎の同い年の知人。生真面目で慎重だが、性根が臆病かつ考え過ぎのきらいがあり、融通が利かず腹芸も通じず、奇態な椿事を前にすると判断が出来なくなる。到って信心深い性質ではあるが、亡魂精怪に関しては極めて懐疑的で、児童を躾けるための威しか、理不尽な目に遭った時や臆病な者の言い訳でしかないと思っている。
喰うために猟をしていたので鉄砲の心得があり、能く鉄砲を担いで山に入っていた。前年9月に茨島で行われた盛岡藩大訓練に鉄砲隊として参加した際に江田重成の目に留まり、これを機に鉄砲の名人だという迷惑な看板がついてしまう。だが、他の同心よりは鉄砲に慣れているというだけで、そもそも鉄砲組ではなく、獲物もまるで獲れなかった訳ではないが大物を獲ったこともなく、鍛錬もしていないので山猟師より下手だと自覚しているため、尻の据わりが悪い思いをしていた。
「波山」では是川から娘焼き捨て殺しの下手人を上げろと命じられて鉄砲を渡され、力を貸すよう指示されてきた祥五郎と共に事件を追う。
傷んだ山鳥を食べて酷い食中りになったのを治療してもらったことから洪庵に縁があり、「鬼熊」では大熊の検分を依頼する。「恙虫」では洪庵の指示で虫退治に駆り出され、草木の煙で恙虫を燻すことになる。
佐田 志津（さた しづ）
遠野南部家勘定方、佐田久兵衛の娘。勝ち気で男勝りだが健気な性格。
「恙虫」では父や許嫁を含む身近な6名が疫病で急死し、盛岡藩の使者に遺骸を持ち去られて通夜すら出来ず、倒れた母・佳也乃の看病をしていた。夜着や身の回りの物まで盛岡藩の使者に持ち去られたが、大久保との会話で父が最期に示した文箱の書付類を咄嗟に針箱に入れたことを思い出し、謀殺の証拠となる書状を祥五郎に託す。
「出世螺」では祥五郎と共に父の遺骸が焼かれた場所を訪れ冥福を祈っている時、乙蔵と出会い金塊狙いの賊に襲われる。

### 遠野の住民
花（はな）
仲蔵が住む迷家の持ち主。座敷童衆を思わせる、朱色の振り袖を着た抜けるように色の白い切り髪の娘。年齢は12、3歳ほど。時々仲蔵の裏稼業を手伝っている。
悪いことの説明として語られる「民族譚的な座敷童」から家が栄えている証拠とされる「都市伝説型」の座敷童観が形成されつつある時期という時代解釈から用意されたキャラクター。
田荘 洪庵（たどころ こうあん）
7年前に遠野に移り住んだ町医者。専門ではないが本草に長け、禽獣虫魚に就いても明るいと評判。鮭が好物。本草学者は野山を巡るのが基本だと思っているため、町場より農地や山際を好む。会津で生まれ育つが、大飢饉の後の大火災で屋敷が全焼、建て直す前に激しい野分と洪水で妻が死んだため、小さな郷に住みたいと伝手を辿って宿替えしたが、2年前に娘のさとが行方知れずになる。
「鬼熊」では正月16日、以前の患者である剣十郎からの紹介でやって来た祥五郎からの依頼で、大熊の遺体の検分を行う。
「恙虫」の疫病騒動では、佐田宅の廊下や座敷で恙虫を見つけ、虫が原因だと見立てる。「出世螺」では賊に斬られて負傷した祥五郎を治療する。

## 歯黒べったり
弘化2年の晩春、祥五郎は乙蔵から餅屋の山田屋で座敷童衆を見た、愛宕山の裾野で花嫁御寮姿の鉄奬を付けた乱れ髪大面大口の眼鼻がない女が夜な夜な婦女子を脅かすという咄を聞く。そこで祥五郎は鉄奬女に出会したという大久保の元を訪れ、山田屋で起きた凶事との関連を語る。（『怪と幽』vol.001 掲載）
山田屋 弥右衛門（やまだや やえもん）
遠野南部家御用達の御菓子司であり、陸奥で京風の練り菓子を作る殆ど唯一の餅屋、山田屋の主人。信に惚れて一途に求婚し、半年かけて結婚を承諾させた。城下でも有数の富貴として知られるが、先代の病気など凶事が続き、ここ一月程で職人店子等が次々と暇を出されて菓子の質が悪くなったと客足が減っている。
愛宕山の鉄奬女が妻の信だという由の書状をしたため、化け物退治をしようとする平十郎に手心を加えるよう求める。
信（のぶ）
青笹の外れの一つ家に、双子の姉と共に住んでいた娘。元は漁師の娘で、幼い頃に父は時化で死に、母も居なくなって、姉と2人で根無し草の暮らしをしていたが、3年前に野辺地辺りから流れてきたという。生真面目で、朝から晩まで能く働き、自分がひもじくても施しをする。
弥右衛門に見初められ、彼の本気に絆されて結婚を承諾。3月ほど前の睦月の終わりに結婚したが、10日あまり前に真っ黒な歯だけで眼鼻がなくなり、困った夫に幽閉されたところ、愛宕山に鉄奬女が現れる前日に花嫁衣装を持って姿を消したという。
定（さだ）
信の姉。生真面目な妹とは対象的に、生きるためなら何でもする烈女だったが、妹のことは可愛がっていた。妹の結婚に猛反対していたが、祝言の日に居なくなっており、神隠しに遭ったと噂される。
山田屋 仁右衛門（やまだや にえもん）
山田屋の先代で弥右衛門の父。現在は隠居だが、上方の出身で、かつては都で菓子作りの修行をした。近在に息子以外の縁者は居らず、土淵出身の妻・お勝も血縁者は嫁いだ妹を除いて絶えている。店を支えてきた妻のことは福の神だと大切に思っていた。
先だって妻のお勝が亡くなって以来、店の経営が傾くのではないかと心配している。信の嫁入り以降病み付いており、一月前からは床に伏している。病で気が細くなり、家から座敷童衆が出て行ったという噂を聞いて不安感を強めている。

## 磯撫
弘化2年10月、山の者と接触するためにしばらく山に入っていた祥五郎は、乙蔵から4、5日前から遠野で半兵衛という米商人が米の取り扱いを一手に任されたために米の荷送りが止まり、魚の扱いも止まって豊作にもかかわらず浜は飢饉宛らの有様だと聞かされ、押し寄せが起こると不安を抱く。一計を案じた祥五郎は半兵衛と馬鹿げた施策を命じた児玉による大胆な不正だと考え是川と共に逃げる2人を追うが、釜石から橋野川を遡って山に向かったと噂されていた尾鰭に棘の生えた牛より大きな大魚が猿ヶ石川に現れて…（『怪と幽』vol.002 掲載）
半兵衛（はんべえ）
盛岡本町に住まう米商人。気の小さい臆病者。4、5日前に遠野の米の出し入れ売り買いの全部を取り扱うようになった。役税に加え1駄につき35文の法外な手間賃を取ったことで遠野への米の荷送り止めを招き、さらには魚を扱えないと門前払いして浜の荷主を激怒させて沿岸部からの荷も入らなくなるという事態を引き起こす。
嘉兵衛（かへえ）
下宮守に住まう米商人。遠野の米商人の申し合わせを裏切って半兵衛と通じ、内内に米を買い付け仙人峠を越えて浜で米を売り捌こうとしたが、悪虐非道な半兵衛の手先と責め立てられ叩き殺されそうになり、釜石の役所に助けを求める。
児玉 毅十郎（こだま きじゅうろう）
盛岡藩の勘定方。藩の使者として遠野奉行所に現れ、米の取り扱いを半兵衛に任せるように命じる。仕組みを廃止せねば人死にや一揆まで起きかねない大失策であることは明らかであるにも拘らず、評定勘定すべく勘定所に戻ることも藩へ報告することもなく半兵衛方に留まっている。

## 波山
弘化2年の11月。遠野ではここ一月ばかり、行方知れずとなった娘が焼け爛れた無残な死骸で戻されるという凄惨な事件が続いていた。巷では事件を起こしたのが山男の仕業だと噂されているが、乙蔵は伊予の深山に棲む波山という火を吹く化鳥が起こしていると考えていると主張し、祥五郎は全員が鳳凰屋の近辺で攫われていることに気づいて剣十郎と共に事件を調べ直す。（『怪と幽』vol.003 掲載）
みね
娘焼き捨て殺しの第1の被害者。小友村の百姓、嘉助の4女で鳳凰屋の下働き。17歳。器量良しの働き者と評判だったが、何の前触れもなく家裡から消え、3日後の夜半に黒焦げの骸が門前に捨てられる。
さん
娘焼き捨て殺しの第2の被害者。土淵の大百姓、喜左衛門の孫。18歳。一日市町の経師屋に傷んだ襖の張り替えを頼みに行った際に行方知れずとなり、焼かれた骸を戻される。
佐兵衛の娘
娘焼き捨て殺しの第3の被害者。山口の大同の分家筋にあたる佐兵衛の娘。市に出て、そのまま行方知れずとなり、2日後に焼かれて戻される。
後藤 志乃（ごとう しの）
鍋倉館の門番頭、後藤運平の一人娘。娘焼き捨て殺し第4の被害者になるところだったが、剣十郎が下手人とされる大鶏を撃ったことで未遂に留まった。
鳳凰屋 仁平（おおとりや にへい）
横田の油商、鳳凰屋の主人。元々は四国は伊予の生まれで、身代をほぼ一人で築き上げて伊予でも指折りの大店した傑物であったが、3年前の天保14年頃に火事を出し、付け火であったために情状酌量されたとはいえ処払いの沙汰を下され、持てる有り金全てを使い切って焼け出された被害者に償い施しをし、ほぼ無一文で上方に出て鴻池善右衛門に再出発の資金を用立てて貰い、御用金の工面に訪れていた盛岡藩勘定奉行の肝煎で前年の暮れに遠野に店を出した。
志乃が拐かされた際に剣十郎に撃ち殺された大鶏が、息子の仁輔に化けて娘を焼き殺していたのだと主張する。
鳳凰屋 仁輔（おおとりや じんすけ）
仁平の息子。3年前に祝言を上げたが、その10日後の大火で背中に大きな火傷を負った上に新妻の里江と死別。元々病弱ではあったが、以降は殆ど家から出なくなり、口数は減り、目が鶏のように血走っていつも泳ぐようになる。

## 鬼熊
弘化3年の小正月、年末から村村を回っていた祥五郎は、津志田の茶屋町を除いて古来盛岡藩で開業を禁じているはずの隠し女郎屋が遠野にあるという咄と、冬籠りから起きた普通の2倍も3倍もある大きさの熊が里に現れたという咄を乙蔵から聞く。翌日、土淵で巨大な熊の死骸が発見され、押し潰された屋敷から3人の遺骸が発見される。（『怪と幽』vol.004 掲載）
与吉（よきち）
田荘家の住み込みの下僕。悪人ではなく忠実な奉公人だが、口数が多く下世話な話を好む癖があるのが欠点。
さと
洪庵の娘。2年前に行方知れずとなっており、生きていれば18歳を過ぎる。
犬八（いぬはち）
栗橋辺りの百姓で、主に駄賃付けで生計を立てている。2年前に患った酷い腹瀉しを洪庵に治療してもらい、以来野菜などを持って来る。
小正月の深夜、隠し女郎屋に行こうとして貞任山の麓で雪女らしき20人ほどの女達に往き遭い、怯えて震えているのを洪庵に保護される。
権蔵（ごんぞう）
土淵の没落した長者の屋敷に住んでいた男。女を人と思っていない人でなし。元は盛岡の悪所で牛太郎をしていたが、厳しい取り締まりで何度も弾かれ、4、5年前に遠野に移って来た。職業不詳で、馬は飼っていたようだが、田畑を持たず、駄賃付けのようなことをしていたというが、付き合いが悪く村の者からは好かれていない。
正月16日の朝、大熊に屋敷を潰されて死亡しているのが発見される。
寛次（かんじ）
仙台を根城に奥州一帯を廻っている人買い。喰うに困った百姓の弱みに付け込んで、娘を廉く買い叩き高く売っている屑。
権蔵の屋敷で一緒に死んでいるのが見つかる。
吉次郎（きちじろう）
品川の女衒。吉原に売りつける女を買い付けるためにわざわざ江戸から遠野までやって来ていたが、権蔵の屋敷で一緒に死んでいるのが見つかる。

## 恙虫
弘化3年の春、遠野が祭で盛り上がる中、祥五郎は乙蔵から、豊年祈願の祭の諒解は取れたのに町役人に沙汰が降っていないこと、勘定方の組屋敷が戸締めになっていることから、疫病が発生したのではないかという咄を聞く。祥五郎は閉門された組屋敷に忍び込み、大久保や志津との会話で疫病ではなく謀殺ではないかと疑いを持つ。（『怪と幽』vol.005）
佐田 久兵衛（さた きゅうべえ）
遠野南部家勘定方。娘の志津からは慕われ尊敬されていた。春のある日、晩酌の後に目眩や頭痛を覚え、直後に胸を掻き毟って酷く苦しんで、口惜しがりながら文箱を示してから血反吐を吐いて急死する。
矢田 清次郎（やだ せいじろう）
久兵衛の配下で、志津の許嫁。生真面目で仕事熱心。先代である両親諸共疫病で急死する。
須山 平右衛門（すやま へいえもん）
久兵衛の同役。妻の咲江と共に疫病で急死したが、既に嫁した娘の佐和は無事だった。
倉持 勘解由（くらもち かげゆ）
遠野南部家の勘定組頭。
赤澤 大膳（あかさわ たいぜん）
遠野南部藩の三番家老。
黒井 宗矩（くろい むねのり）
盛岡藩の大目付。天保6年、藩札の七福神札発行に際し、当時勘定方にいたことから銭札通用御会所の吟味役に選ばれ、藩の上層部を通さず大坂商人に話をつけ、豊作を良いことに米相場に介入して米の値を下げる悪質な工作をし供出する額を減らすことで兌換金3万両を工面し、2万両分の七福神札を刷った上で札の価値を半分にすることで2万両を浮かせた。

## 出世螺
弘化3年の遠野では何処かの山で宝螺が抜けて昇天し龍となるという噂が囁かれていた。遠野義晋は恙虫騒動で発覚した公金横領の総額が10万両もの巨額であったことを不審に思い、先の老中首座水野越前守に半金が渡っているという書付を手に入れたことで、残る半金の5万両が未だ領内に隠されていると考え、それを見つけて獅子身中の虫を炙り出そうと計画する。一方、3箇月もの間、各地で発掘を続けていた乙蔵は大麻座（たいまぐら）で遂に金塊を発見するが、八咫の鴉を名乗る男から出羽から怪しい侍が遠野に入っていると警告される。（『怪と幽』vol.006 掲載）
南部 利済（なんぶ としただ）
現盛岡藩主。暗愚とは言わぬまでも、放逸で傲岸な性格で、色好みの派手好みと民百姓からも囃される人物。贅沢放逸と無策悪手で、年少の筆頭家老の諫言など聞き入れるような人間ではなく、義晋は頭を悩ませ胸を痛めている。父・利謹公は乱心の上廃嫡、母・清鏡院は商家が出自の寡婦であったことから下下にも油御前と罵られ、自身も一度出家したという不遇な人物で、文政3年に還俗した時は三戸修礼を名乗り、文政4年に11代利敬公が樹から落ちて亡くなった折に石高が倍増されて再度家門となって南部姓を名乗ることを許された。下斗米が江戸で獄門になった際に先代利用公から内顧があったため、文政8年に先代が23歳で逝去して直ぐに藩主に就任したが、病身で僅か4年に満たない治世とはいえ窮乏する藩政を立て直そうと尽力した先代が名指しで後を託すとは考え難いと義晋は疑念を抱いている。
石原 汀（いしはら みぎわ）
利済公の異父兄で、油御前の前夫の息子。町人身分であるが、殿中に暮らし小姓となり、異父弟の藩主就任により済し崩しに藩政に関わるようになった。
田鎖 高行（たくさり たかゆき）
閉伊氏嫡流を称し、用人を経て藩政に関わる。越後流兵法師範であり、通称左膳の名で知られる。厳格かつ高圧的な言動が目立ち、領民からは圧政の元凶と思われている。
横澤 兵庫（よこざわ ひょうご）
家老の一人。農民漁民の反感を買うような言動が多く、古来禁じられていた遊廓を茶屋町に作る、幕府に隠れて作事をし、露見するなり壊す、役銭を前倒しに徴収する、といった悪手や愚策は悉く自分の所為にされている。
後藤 運平（ごとう うんぺい）
鍋倉館の門番頭。
娘の志乃は波山騒動の4人目の犠牲者になりかけたが、間一髪で救助が間に合った。以来祥五郎のことを一人娘の命の恩人の一人と思い込み、彼が鍋倉館に入り込む際に便宜を図る。
又市（またいち）
二つ名：八咫の鴉（やた の からす）
八十州を流れ歩く渡り巫覡を自称する黒づくめの男。出羽から遠野へ入り、金塊を発掘した乙蔵に山形から入ってきた面妖な侍に注意するよう助言する。

## 書誌情報
- 四六判：角川書店、2021年7月2日、ISBN 978-4-04-110995-3
- 新書判：中央公論新社〈C★NOVELS〉、2022年8月22日、ISBN 978-412-501457-9
- 文庫判：角川書店〈角川文庫〉、2023年2月24日、ISBN 978-4-04-113109-1